# Mandevilla caurensis
Espèce
Classification APG III (2009)
Mandevilla caurensis est une espèce de plantes à fleurs de la famille des Apocynaceae, endémique de la région des Llanos au Venezuela.